# Julia Mateus
Julia Mateus (* 1984 in  Münden) ist eine deutsche Satirikerin und Journalistin.

## Leben
Julia Mateus wuchs in Hann. Münden auf und studierte Soziologie, Psychologie und Kommunikationswissenschaft an der Universität Hamburg. Ihre Masterarbeit handelte von satirischer Medienkritik. Sie schrieb Beiträge für Titanic, die taz und die Satiresendung extra 3. Seit 2020 ist sie Redakteurin des Satiremagazins Titanic und war für die Rubrik Briefe an die Leser zuständig.
Seit Oktober 2022 ist Julia Mateus Chefredakteurin der Titanic und damit die erste Frau in dieser Position.

## Werke
- Moritz Hürtgen, Torsten Gaitzsch, Julia Mateus: Irrwege zu TITANIC – Das endgültige Hörmagazin. Staffel 2. WortArt, Köln 2021.